# Rivulus fuscolineatus
Rivulus fuscolineatus är en fiskart som beskrevs av Bussing, 1980. Rivulus fuscolineatus ingår i släktet Rivulus och familjen Rivulidae. Inga underarter finns listade i Catalogue of Life.